# Línea 12 (Los Tranvías de Zaragoza)
La antigua línea 12 de tranvía de la ciudad de Zaragoza (España) fue una de las líneas que componían su vieja red tranviaria.
Operada por Los Tranvías de Zaragoza, embrión de la actual TUZSA (Transportes Urbanos de Zaragoza) comenzó a dar servicio el 3 de mayo de 1943, hasta que fue oficialmente clausurada el 13 de marzo de 1955.
La línea 12 realizaba el recorrido comprendido entre la Avenida de Cataluña y la Plaza de España de la capital aragonesa.